# Fizikai antropológia
A fizikai antropológia (történeti embertan) az antropológia (embertan) egyik ága, amely a hajdan élt és a mai emberek fizikai, azaz testi tulajdonságaival foglalkozik.

## Fő ágai
- Biológiai antropológia: az emberiség biológiai sokféleségének vizsgálata a modern genetika eszközeivel (DNS-vizsgálat, mitokondriális genetika).
- Orvosi antropológia: az emberi testalkat, arc és fejforma vizsgálata, az emberi csontváz és koponya tanulmányozása (oszteológia, kraniológia).
- Paleoantropológia: a Homo Sapiens (emberi faj) kialakulásával, az előember és az ősember anyagi maradványaival foglalkozik (lásd: emberré válás).

A fizikai antropológia alkalmazásának egyes speciális területei:
- igazságügyi orvostan – elhunyt emberek maradványainak vizsgálata a rendőrség és a bírók munkájának segítésére
- régészet – a régészek munkájának segítése, a különböző népek és rasszok (emberfajták) fizikai tulajdonságainak összehasonlító vizsgálata, a mai ember elterjedésének, a különböző emberfajták kialakulásának rekonstruálása

Az antropológia az emberről szóló tudomány; elsősorban a test felépítésével, a rasszokkal és
népekkel, a mai népek magatartásával (kultúrfok), az ember természetrajzával, természeti jelenével és jövőjével foglalkozik. E tudomány módszere nem a kísérlet, hanem a megfigyelés és a más népek és
rasszok életében való részvétel. Az antropológia jelentősége más tudományágak szempontjából egyre nagyobb (orvostudomány, pedagógia, jogtudomány, ipar). Az antropológia célja: természettudományos kép alkotása az emberről. 
Ma már általános érvényűnek mondható eredményt ért el kutatásaival: az embert a különféle életmódja és a kultúrája formálja és alakítja  – hol építő, hol romboló jelleggel, ami a környezethez való alkalmazkodás eredménye, és nem egy biológia meghatározottság, amely elkülönítené az egyes embercsoportokat. Ez a megállapítás hozzájárul az előítéletmentes gondolkodás kialakításához.

## Híres fizikai antropológusok
- Balogh Béla
- Bartucz Lajos
- Bottyán Olga
- Kiszely István
- Henkey Gyula
- Lenhossék József
- Lipták Pál
- Louis Leakey
- Malán Mihály
- Desmond Morris
- Nemeskéri János
- Thoma Andor
- Tóth Tibor
- Török Aurél
- Wenger Sándor